# 海鸥剧社
海鸥剧社(Seagulls Drama Club)，民国时期山东青岛的左翼话剧演出团体，活动时期在1930年代，是中共的外围组织。社长王弢，成员有黄敬、江青、崔嵬、王东升、张福华等。